# فران تشاتشيتش
فران تشاتشيتش (بالكرواتية: Frane Čačić)‏ هو لاعب كرة قدم كرواتي في مركز الوسط، ولد في 25 يونيو 1980 في زغرب في كرواتيا. شارك مع منتخب كرواتيا تحت 21 سنة لكرة القدم. أما مع النوادي، فقد لعب مع ليخيا غدانسك ونادي بوسان أي بارك ونادي زغرب ونادي غوانغجو آر أند إف ونادي فاراجدين وهايدوك سبليت.

## وصلات خارجية
- فران تشاتشيتش على موقع اتحاد كرواتيا (الكرواتية)
- فران تشاتشيتش على موقع دوري كوريا الجنوبية (الإنجليزية)
- فران تشاتشيتش على موقع قاعدة بيانات كرة القدم.إي يو (الإنجليزية)
- فران تشاتشيتش على موقع عالم كرة القدم.نت (الإنجليزية)